# Hemerotrecha sevilleta
Espèce
Hemerotrecha sevilleta est une espèce de solifuges de la famille des Eremobatidae.

## Distribution
Cette espèce est endémique du Nouveau-Mexique aux États-Unis,. Elle se rencontre dans le comté de Socorro.

## Description
Le mâle holotype mesure 9 mm et la femelle paratype 8,5 mm.

## Étymologie
Son nom d'espèce lui a été donné en référence au lieu de sa découverte, le Sevilleta National Wildlife Refuge.

## Publication originale
- Brookhart & Cushing, 2002 : New species of Eremobatidae (Arachnida, Solifugae) from North America. Journal of Arachnology, vol. 30, no 1, p. 84-97 (texte intégral).